# 대한민국 형법 제348조의2
대한민국 제348조의2는 편의시설부정이용죄에 대한 형법각칙의 조문이다.

## 조문
제348조의2(편의시설부정이용) 부정한 방법으로 대가를 지급하지 아니하고 자동판매기, 공중전화 기타 유료자동설비를 이용하여 재물 또는 재산상의 이익을 취득한 자는 3년 이하의 징역, 500만원 이하의 벌금, 구류 또는 과료에 처한다.
[본조신설 1995.12.29]

第348條의2(便宜施設不正利用) 부정한 방법으로 對價를 지급하지 아니하고 自動販賣機, 公衆電話 기타 有料自動設備를 이용하여 財物 또는 財産上의 이익을 취득한 者는 3年 이하의 懲役, 500萬원 이하의 罰金, 拘留 또는 科料에 處한다. [本條新設 1995.12.29.]

## 판례
- 피고인은 절취한 타인의 전화카드로 공중전화를 이용하여 64만 원 상당의 재산상의 이익을 얻었다고 볼 수 있다. 그러나 후불식 전화카드는 약관의 규정상 카드의 명의자가 전화요금을 납부할 책임을 부담한다. 따라서 피고인이 "대가를 지급하지 않고" 공중전화를 이용한 경우에는 해당되지 않으므로 편의시설부정이용죄는 성립하지 않는다[1].

## 같이 보기
- 사기죄
- 사문서부정행사죄